# Gare de Poussay
La gare de Poussay est une gare ferroviaire française, fermée, de la ligne de Jarville-la-Malgrange à Mirecourt, située sur le territoire de la commune de Poussay, dans le département des Vosges, en région Grand Est.
Halte ponctuelle, des arrêts pendant deux jours par an pour la Foire de Poussay, de la Société nationale des chemins de fer français (SNCF), sans desserte, le trafic voyageurs est suspendu depuis décembre 2016.

## Situation ferroviaire
Établie à 263 mètres d'altitude, la gare de Poussay (PN 109) est située au point kilométrique (PK) 54,323 de la ligne de Jarville-la-Malgrange à Mirecourt, entre les gares de Frenelle-la-Grande - Puzieux (fermée) et de Mirecourt.

## Histoire
Au mois d'août 1876, le conseil général des Vosges est informé, par le rapport de l'ingénieur Gauckler, de l'état des décisions et des chantiers en cours sur les lignes de chemin de fer. Sur la ligne de Vézelise à Mirecourt, les travaux sont en cours d'exécutions et le « projet définitif du tracé et des terrassements est approuvé ainsi que le nombre et l'emplacement des stations et haltes. il y aura (...) une halte à Poussay... ».
En octobre 1913, le chantier d'allongement des quais de la halte est en cours{.
Cette gare a la particularité de n'être ouverte que deux jours par an, le premier week-end de la Toussaint pour la foire agricole de Poussay. En 2013, l'animateur Jean-Pierre Foucault est mis à contribution pour apporter son soutien à ligne de chemin de fer et à la foire en réalisant une vidéo quiz sur la gare de Poussay (voir la vidéo en bas de l'article). L'année suivante, la foire a lieu le samedi 2 et le dimanche 26 octobre 2014, durant ces deux journées, huit trains, dans chaque sens, marqueront l'arrêt à Poussay, À cette occasion la SNCF publie une fiche horaire « Spécial foire de Poussay » pour indiquer les horaires de ces « arrêts exceptionnels ».
Le 18 décembre 2016, la gare de Poussay est fermée au service des voyageurs du fait de la suspension de ce service, entre Pont-Saint-Vincent et Vittel. La raison invoquée, par la SNCF : « des soucis de vétusté de la ligne avec des travaux colossaux à réaliser sur les voies. Une réhabilitation évaluée à cent millions d'euros ».

## Service des voyageurs
Gare SNCF fermée, le trafic ferroviaire des voyageurs est suspendu depuis décembre 2016.

## Patrimoine ferroviaire
L'ancien bâtiment voyageurs est toujours présent sur le site.

### Vidéo
- 2013 : [vidéo] ADLF NANCY MERREY : Sauver la ligne SNCF !, « Quiz : connaissez-vous bien la ligne Nancy Merrey ? », sur YouTube : on y voit notamment l'animateur Jean-Pierre Foucault demander qu'elle est la particularité de la gare de Poussay ? A- on y trouve des alligators aux extrémités des quais, B- les trains ne s'y arrêtent que 2 jours par an, C- le petit Poucet y est né, D- Un train y passe toutes les 30 secondes.